# Hjelmensgade
Hjelmensgade i Aarhus er anlagt og navngivet i 1875 som Grønlundsvej og senere Grønlundsgade efter købmand Jens Grønlund, der i 1875 opførte den nordlige hjørneejendom ved Nørregade.
Det nuværende navn fik gaden i 1890. Ligger i Øgadekvarteret. 
Siden 1920 har Laursens Realskole haft hjemme i gaden.